# Búðarfjöll
Búðarfjöll är en bergskedja i republiken Island.   Den ligger i regionen Suðurland, i den centrala delen av landet, 120 km öster om huvudstaden Reykjavík.
Trakten ingår i den boreala klimatzonen. Årsmedeltemperaturen i trakten är −3 °C. Den varmaste månaden är juli, då medeltemperaturen är 11 °C, och den kallaste är februari, med −11 °C.